# Nădlac
Pour les articles homonymes, voir Claudiopolis.
Nădlac (slovaque : Nadlak, hongrois : Nagylak) est une ville de l'ouest de la Roumanie dans le județ d'Arad. 

## Géographie
Dans un paysage de plaine, la ville de Nădlac est établie à proximité de la rivière Mureș s'écoulant au sud de la localité, mais non sur la rive même exposée à des risques d'inondation. Le territoire de la commune est bordé à l'ouest par la frontière entre la Hongrie et la Roumanie. Un poste-frontière est aménagé à l'extrémité de la route nationale roumaine 7 traversant la ville, sur un axe qui se prolonge par la route principale hongroise 43 ; il est l'un des principaux points de contact entre l'espace Schengen et la Roumanie.

## Démographie
| Recensement | Recensement | Composition ethnique | Composition ethnique | Composition ethnique | Composition ethnique | Composition ethnique | Composition ethnique |
| Année       | Population  | Roumains             | Hongrois             | Juifs                | Roms                 | Slovaques            | Autres               |
| ----------- | ----------- | -------------------- | -------------------- | -------------------- | -------------------- | -------------------- | -------------------- |
| 1920        | 13 988      | 4 856                | 544                  | 158                  | -                    | -                    | 8430                 |
| 1930        | 12 467      | 3 699                | 503                  | 108                  | 58                   | 7 545                | 554                  |
| 1941        | 12 284      | 3 540                | 360                  | -                    | -                    | -                    | 8384                 |
| 1977        | 8 405       | 2 999                | 353                  | 5                    | 56                   | 4 864                | 128                  |
| 1992        | 8 458       | 3 406                | 346                  | 2                    | 163                  | 4 404                | 137                  |
| 2002        | 8 144       | 3 696                | 264                  | 2                    | 218                  | 3 844                | 120                  |
| 2011        | 7 398       | 3 281                | 178                  | 0                    | 365                  | 3 179                | 395                  |

## Culture
Nădlac est le foyer principal de la communauté slovaque de Roumanie, présente depuis la seconde moitié du XVIIIe siècle, venue de régions hongroises. 

## Jumelages
- Budmerice (Slovaquie)
- Magyarcsanád (Hongrie)
- Nagylak (Hongrie)
- Tótkomlós (Hongrie)